# الفاشية النمساوية

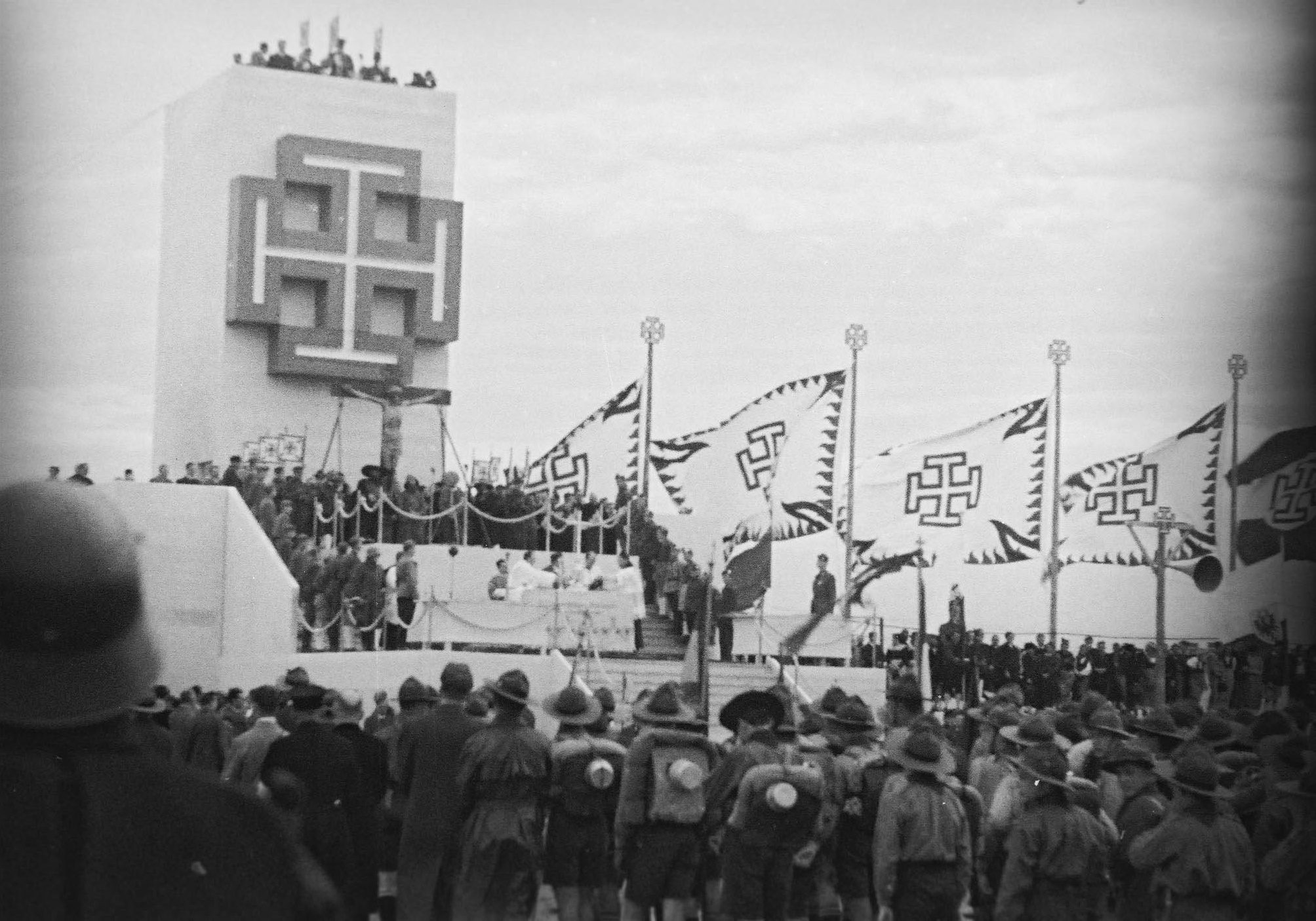
تجمع جبهة الوطن، أكتوبر 1936

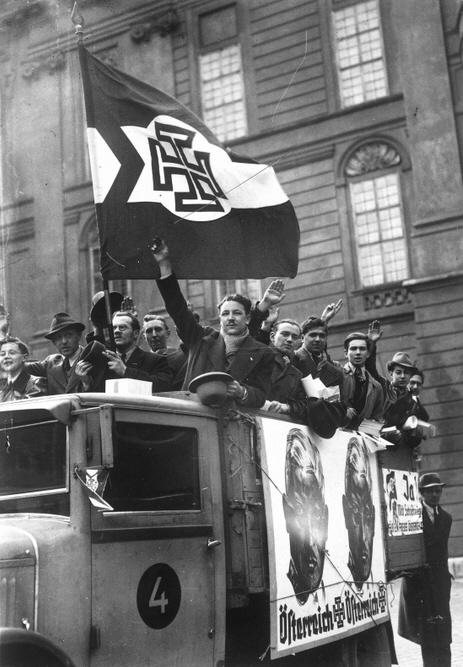
أنصار جبهة الوطن الأم في مارس 1938

علم جبهة الوطن الام النمساوية.

كانت الفاشية النمساوية (بالألمانية: Austrofaschismus) نظامًا سلطويًا قام في النمسا بموجب دستور مايو لعام 1934، الذي توقف العمل به مع إلحاق دولة النمسا الاتحادية حديثة التأسيس بألمانيا النازية في عام 1938. كانت قائمة على حزب حاكم، هو جبهة أرض الآباء (بالإنجليزية: Fatherland Front، بالألمانية: Vaterländische Front)، وميليشيا الحرس الوطني (بالإنجليزية: Home Guard، بالألمانية: Heimwehr) شبه العسكرية. قاد نظامَ الفاشية النمساوية كل من إنغلبرت دولفوس ثم -بعد اغتيال دولفوس- كورت شوشنيغ، وكلاهما كانا في السابق سياسيين من الحزب الاشتراكي المسيحي، الذي سرعان ما ضُم إلى الحركة الجديدة.
يجب التفريق بين الفاشية النمساوية، التي كانت كاثوليكية ونقابوية واعتنقت القومية النمساوية، وبين الاشتراكية القومية النمساوية، التي كانت ذات نظرة تعتنق رابطة الشعوب الجرمانية ومعادية للسامية.

## نشأتها
تعود نشأة الحركة الفاشية النمساوية إلى قَسَم كورنويبورغ، وهو إعلان أطلقته منظمة الحرس الوطني الاشتراكية المسيحية شبه العسكرية في 18 مايو 1930. أدان هذا الإعلان كلًا من «الصراع الطبقي الماركسي» والبنى الاقتصادية الخاصة بـ«الرأسمالية الليبرالية». وعلاوة على ذلك، رفض صراحة «النظام البرلماني الديمقراطي الغربي والدولة متعددة الأحزاب».
وُجه الإعلان بشكل رئيسي إلى المعارضة الديمقراطية الاشتراكية، وكان ذلك في معظمه ردًا على برنامج لينتس لعام 1926، ولم يؤخذ به من قبل الحرس الوطني وحسب، بل أيضًا من قبل العديد من السياسيين الاشتراكيين المسيحيين، مما مهّد النمسا لاستقبال نظام سلطوي.
من ناحية أيديولوجية، تطورت الفاشية النمساوية من الكاثوليكية السياسية في النمسا وتأثرت بها، إضافة إلى أنها -إلى حد ما- شابهت الفاشية الإيطالية كما فسرها جيوفاني جنتيلي.

## الانتقال نحو دولة نقابوية
مكّنت الانتخابات التي أجريت في فيينا عام 1932 احتمالَ خسارة الائتلاف المكون من الحزب الاشتراكي المسيحي واتحاد الفلاحين (بالألمانية: Landbund) والحرس الوطني لأغلبيته في البرلمان الوطني، مما يجرد الحكومة النمساوية من قاعدتها البرلمانية. وبهدف ضمان حكم المواطنين بشكل مناسب وفعال، سعت الحكومة إلى الاستعاضة عن الديمقراطية النمساوية بنظام سلطوي قائم على المبادئ الكاثوليكية النمساوية، وقد لقيت هذه الجهود دعمًا خارجيًا من بينيتو موسوليني. ومفهوم الدولة النقابوية (بالألمانية: Ständestaat) مشتق من فكرة الـ«Stände» (التي تعني الطبقات أو النقابات)، وأسس هذا المفهوم الشكلَ الذي نال الحظوة عند دولفوس ومن بعده كورت شوشنيغ.
سنحت الفرصة لتحقيق انتقال من هذا القبيل في 4 مارس 1933، حين تسببت نزاعات إجرائية في شل حركة البرلمان الوطني، إذ حصد دولفوس أغلبية أصوات البرلمان بفارق صوت واحد. وفي سياق جدال انبثق حول إجراء إعادة فرز للأصوات، قدم رئيس البرلمان ونائباه استقالتهم في سبيل أن يتاح لهم الإدلاء بأصواتهم. في ظل غياب الرؤساء الثلاثة، لم يعد ثمة وسائل إجرائية لإعادة عقد البرلمان. أطلق دولفوس على هذه الحادثة اسم «الإقصاء الذاتي للبرلمان»، وواصل طريقه ليتبوأ سدة الحكم على أساس قانون تفويض التدبير الحربي. كان هذا القانون قد أقِر في عام 1917 خلال الحرب العالمية الأولى بهدف تمكين الحكومة من إصدار المراسيم التي تضمن التزود بالضروريات، ولم يُلغَ القانون بشكل صريح قط، فاستُخدم حينئذ من قبل الحكومة النمساوية لإرساء دولة سلطوية.
في 7 مارس 1933، أصدر مجلس الوزراء حظرًا للتجمع والاحتجاجات، وقُيّدت القوانين التنظيمية للصحافة أيضًا بواسطة قانون تفويض التدبير الحربي، إذ وُصف ذلك بالإجراءات الاقتصادية الاحترازية. وسمح القانون للحكومة أن تشترط إقرارها على الصحف بعد طباعتها بمدة تصل إلى ساعتين قبل توزيعها في ظروف معينة، مثل الحالات التي قد تهدد بـ«الإضرار بالأحاسيس الوطنية أو الدينية أو الأخلاقية، أو تشكيل خطر على السلام أو النظام أو الأمن العام». وهذا ما سمح بتطبيق الرقابة على الصحافة، غير أن الحكومة حرصت على تجنب الظهور بمظهر من يفرض رقابة مفتوحة، لأن ذلك كان ممنوعًا بموجب الدستور. حاولت المعارضة للمرة الأخيرة أن تعكس التغييرات في البرلمان، فجوبهت محاولتها بقوات الشرطة في تاريخ 15 مارس 1933. فمع وصول حركة الحل الألماني الكبير (بالألمانية: Großdeutsche Lösung)، التي ناصرت الاندماج مع ألمانيا، والديمقراطيين الاشتراكيين إلى مبنى البرلمان، أرسلت الحكومة 200 محقق إلى البرلمان لمنع النواب من أخذ أماكنهم في قاعة الاجتماع.
وفي 31 مارس، حلت الحكومة جمعية حماية الجمهورية (بالألمانية: Republikanischer Schutzbund). وفي 10 أبريل 1933، ألغي المرسوم الصادر عن وزير التعليم الديمقراطي الاشتراكي السابق أوتو غلوكل، والذي قضى بجعل دروس الدين الكاثوليكية غير إلزامية في المدارس. وفي 10 مايو، ألغيت جميع الانتخابات على المستوى الفدرالي والوطني والمحلي. وحُل الحزب الشيوعي النمساوي في 26 مايو، وحزب العمال القومي الاشتراكي في 19 يونيو، ورابطة المفكرين الأحرار في 20 يونيو.
اقتُحم فندق شيف، وهو مأوى للديمقراطيين الاشتراكيين في لينتس، من قبل الشرطة في فبراير 1934. فأبدى الديمقراطيون الاشتراكيون المقاومة، مما أفضى إلى الحرب الأهلية النمساوية، التي أخمِدت بالقوة العسكرية وشبه العسكرية. وبعد ذلك، حُظر الحزب الديمقراطي الاشتراكي في النمسا.
في 30 أبريل 1934، أقر البرلمان الوطني في جلسته الأخيرة قانونًا خوّل للحكومة تولي جميع السلطات التي ألمّ بها البرلمان في السابق.

## دستور مايو
في الأول من مايو، أعلنت حكومة دولفوس دستورَ مايو (بالألمانية: Maiverfassung)، الذي ألغى مفردة «الجمهورية» واستعاض عنها بالاسم الرسمي للدولة «دولة النمسا الاتحادية» (بالألمانية: Bundesstaat Österreich)، على الرغم من أن الدستور كان من شأنه فعليًا إضعاف الاستقلال الفردي للولايات كل على حدة. احتُفظ بالمجلس الاتحادي، لكن فقط بوصفه رقيبًا محدد الصلاحيات بشدة على الحكومة الاتحادية. وبدلًا من تعيين طاقم المجلس الوطني المؤلف من 59 عضوًا عن طريق الاقتراع المباشر، أنجِز ذلك من خلال أربعة «مجالس» تمثل المهنيين من أقسام الثقافة النمساوية وشؤون الدولة وولايات النمسا والشؤون الاقتصادية (وانتُخب القسم الأخير من قبل سبع نقابات يُفترض أنها تمثل العمال والموظفين). فقد المجلس الوطني قدرته على البدء بالتشريع، لكن ظل يُتوقع منه رغم ذلك أن يقر المراسيم الصادرة عن الحكومة. كانت كل السلطة الأساسية تكمن لدى المستشار الاتحادي (بالألمانية: Bundeskanzler)، الذي استفرد بتعيين حكومته، ولدى الرئيس الاتحادي (بالألمانية: Bundespräsident)، الذي عيّن المستشار. وكما هي الحال مع دستور أنطونيو سالازار لعام 1933 (ونظام الدولة الجديدة في البرتغال بمجمله)، فقد عزز دستور مايو نقابويةً كاثوليكية امتازت بتشابه قوي مع المبادئ المطروحة ضمن منشور الأعوام الأربعين البابوي (باللاتينية: Quadragesimo anno)، إذ رفضت كلًا من الرأسمالية والاشتراكية.
قُتل المستشار دولفوس في شهر يوليو من عام 1934، خلال محاولة من قبل الحزب القومي الاشتراكي النمساوي للإطاحة بالنظام الحاكم وإعلان حكومة نازية تحت قيادة السفير النمساوي في روما أنطون رينتيلين. صاحبت اغتيالَ دولفوس انتفاضاتٌ نازية في العديد من المناطق النمساوية، مما أدى إلى المزيد من الوفيات. ففي ولاية كيرنتن، حاول وفد كبير من نازيي شمال ألمانيا الاستحواذ على السلطة، بيد أنهم أخضِعوا على أيدي وحدات الحرس الوطني الموالية للدولة. واستسلم القتلة المأجورون الذين احتجزوا قنصلية فيينا الاتحادية بعد تهديدات بتفجير المبنى بالديناميت، وأعدِموا قبل نهاية شهر يوليو. وفي حين تولى قائد الحرس الوطني شتارهيمبيرغ مهام السلطة بصفته نائب المستشار، عُيّن كورت شوشنيغ ليخلف دولفوس من قبل الرئيس ميكلاس في 29 يوليو، مجردًا بذلك شتارهيمبيرغ من الحكم بشكل كامل في عام 1936، قبل الاستسلام للضغط النازي في مارس 1938.
تمثل أحد أسباب فشل محاولة الانقلاب في التدخل الإيطالي، إذ حشد موسوليني فيلقًا عسكريًا من أربعة فرق على الحدود النمساوية مهددًا هتلر بحرب مع إيطاليا في حال غزو ألمانيا للنمسا حسب المخطط الأساسي، الذي كان لينفَّذ لو أن نجاحًا أكبر حالف الانقلاب. لم يكن ثمة ما يفوق المساندة النمساوية للحركة النازية سوى نظيرتها في ألمانيا، فقد زُعم أن الأولى بلغت نسبة 75% في بعض المناطق.